# 鬼怒高原開発
鬼怒高原開発株式会社（きぬこうげんかいはつ）は、観光業・レジャー施設運営・索道事業を行っている日本の企業。
栃木県日光市の鬼怒川温泉及び川治温泉において、以下の3事業を行っている。なお、東武鉄道が主要株主に名を連ねているが東武グループには加盟していない。
- エーデルワイス スキーリゾート - スキー場。12月から3月末まで開業。
- 鬼怒川ライン下り - 川下り。4月中旬から11月下旬まで実施。
- 鬼怒川温泉ロープウェイ - 鬼怒川温泉山麓駅と丸山山頂駅までの約300メートルを結ぶ索道。東武興業より譲り受けた。